# Kawasaki Ninja 7 Hybrid
Die Kawasaki Ninja 7 Hybrid ist das erste hybride Serienmotorrad der Welt.

## Konstruktion

### Antrieb
Das Motorrad hat einen Antrieb bestehend aus einem luftgekühlten Synchronmotor mit Dauermagneten und einem flüssigkeitsgekühlten Viertakt-Reihenzweizylinderottomotor. Der Verbrennungsmotor hat eine Leistung von 43 kW (59 PS) bei 10.500/min; der Synchronmotor hat eine Leistung von 9 kW (12 PS). Der Benzinverbrauch liegt bei ca. 3,7 – 4,0 Liter pro 100 km.
Das Kraftrad hat ein Voll-Hybrid-System. Es kann rein elektrisch gefahren werden; die Akkumulatoren werden durch Rekuperation geladen.

### Kraftübertragung
Die Ninja 7 Hybrid hat ein konventionelles Kraftradsechsganggetriebe mit Schaltwalze. Dieses wird, je nach Fahrmodus und Einstellung, mit der linken Hand durch Schaltwippen bedient. Während die Maschine im rein elektrischen Fahrbetrieb immer automatisch schaltet, muss im Sport-Modus manuell geschaltet werden (hier ist das Herunterschalten beim Anhalteprozess ausgenommen, insofern der Automatic Launch Position Finder, kurz ALPF, aktiviert ist). Im Eco-Modus kann der Fahrer zwischen der automatischen und manuellen Schaltung wechseln, wobei die automatische Schaltung auf Spritsparendes Fahren getrimmt ist und dementsprechend früh hochschaltet.

### Fahrwerk
Die Ninja 7 Hybrid hat einen Gitterrohrrahmen mit einer Upside-Down Teleskopgabel mit 41 mm Standrohrdurchmesser. Die Rahmenbasis ähnelt einer Z 650 bzw. Ninja 650.

### Reichweite
Rein elektrisch erreicht die Ninja 7 Hybrid eine Reichweite ca. 20 km. Mit dem 14-Liter-Benzintank ergibt sich daraus eine ungefähre Reichweite von 300 bis 400 Kilometern.

## Geschichte
Auf der EICMA 2022 wurde ein Prototyp des Motorrads erstmals vorgestellt. Die Aufschrift HEV an den Seiten steht für Hybridelektrokraftfahrzeug (englisch Hybrid Electric Vehicle). Im Jahr 2024 startete Kawasaki mit dem Verkauf der Ninja 7 Hybrid.